# Ratkovci
Ratkovci (węg. Rátkalak, prekm. Radkovci) – miejscowość w Słowenii w gminie Moravske Toplice w regionie Prekmurje.